# Amt Oranienburg
Das Amt Oranienburg war ein großes, kurfürstlich-brandenburgisches, später königlich-preußisches Domänenamt mit Sitz in der Stadt Oranienburg (Landkreis Oberhavel, Brandenburg), das 1485 mit dem Erwerb von Schloss und Stadt Bötzow (später in Oranienburg umbenannt) geschaffen worden war. 1719 im Zuge weiterer Erwerbungen zum Amt Oranienburg wurde das Amt Vehlefanz abgespalten. 1745 wurde es erneut durch die Abtrennung der zwei neuen Ämter Friedrichsthal und Bötzow (das frühere Kotzeband!) stark verkleinert. Nach der Auflösung der Ämter Bötzow, Friedrichsthal und Vehlefanz kamen viele Orte wieder zurück zum Amt Oranienburg. Es wurde 1872/4 mit der Kreisreform in Preußen aufgelöst.

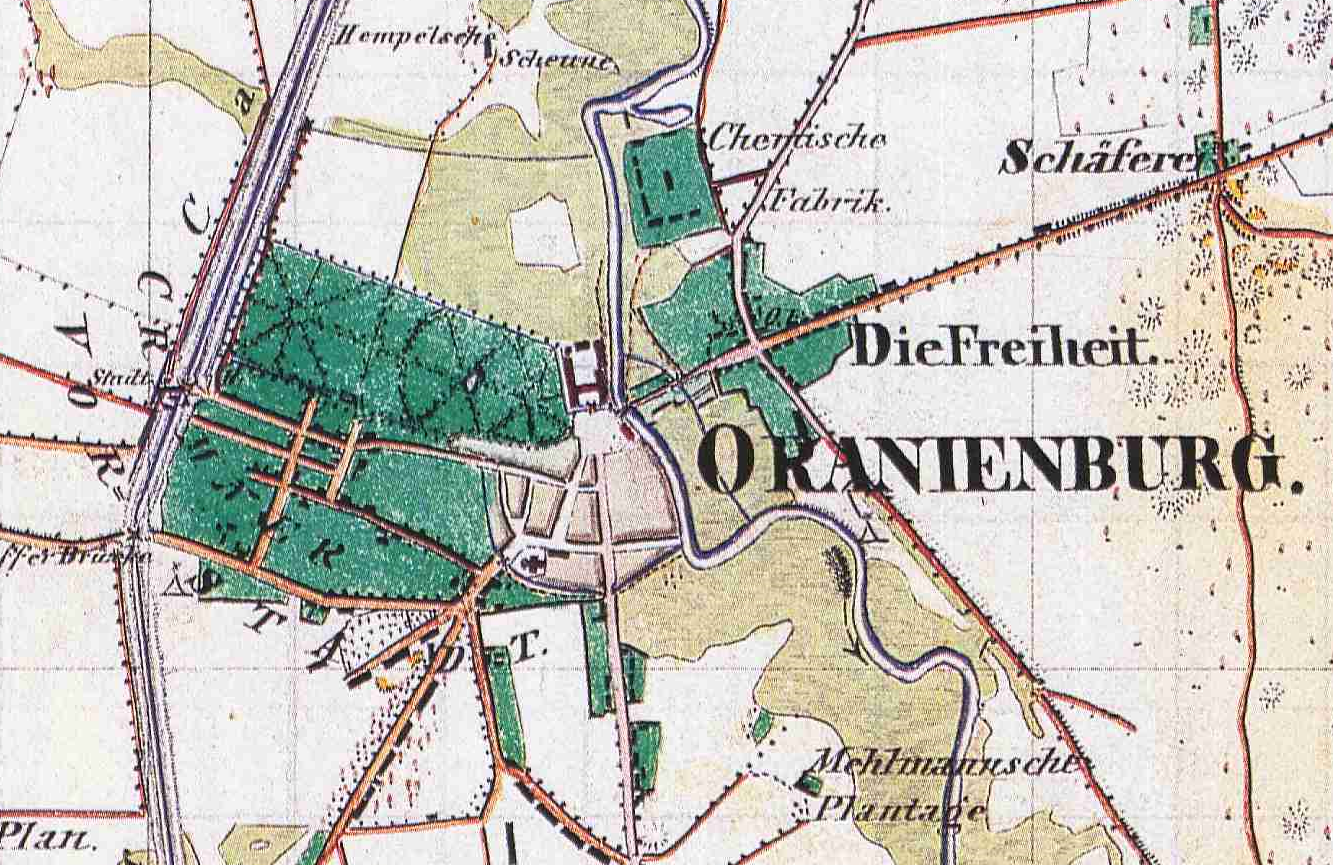
Oranienburg auf dem Urmesstischblatt 3245 Oranienburg von 1839. Die Amtsgebäude standen in der sog. (Amts-)Freiheit

## Zugehörige Orte und Geschichte
Die Geschichte des Amtes Bötzow beginnt mit der Herrschaft Bötzow. Diese entstand aus dem Burgbezirk einer um 1200 errichteten askanischen Burg am westlichen Havelufer im Stadtgebiet des heutigen Oranienburg. Südlich davor entstand vermutlich aus einer slawischen Siedlung die Stadt Bötzow. Zur Burg gehörte ein Burgbezirk, der unter der Gerichtsbarkeit eines Burgvogtes stand. Diese Vogtei war von 1350 bis 1376 im Lehnsbesitz der Grafen von Lindow. 1402 wurde Burg und Stadt Bötzow von Pommern und den Ruppinern erobert. 1404 wurde sie durch Dietrich von Quitzow zurückerobert und dem W. von Holzendorf überlassen. 1414 entzog Kurfürst Friedrich I. dem von Holzenburg die Burg wegen seiner Unterstützung der Quitzows. 1421 war die Burg im (Pfand-?)Besitz der von Arnim, 1429 wurde sie den von Arnims erneut verpfändet. 1439 wurde sie den von Bredows verpfändet, 1466 war sie im Pfandbesitz des Grafen Günther von Mühlingen. Erst 1485 konnte sie Kurfürst Johann Cicero endgültig zurück erwerben; er wandelte den Besitz in ein landesherrliches Amt um. 1642 verpfändete Kurfürst Friedrich Wilhelm, später der „der Große Kurfürst“ genannt, das Amt Bötzow für 6000 Taler an die Frau von dem Knesebeck. 1650 verlieh Kurfürst Friedrich Wilhelm das Amt seiner Frau Luise Henriette von Oranien; dazu musste das Amt aber erst ausgelöst werden. Luise Henriette ließ 1651/2 das Schloss Bötzow um- und ausbauen. In einer Urkunde vom 2. Januar 1652 bezeichnete Kurfürst Friedrich Wilhelm das Schloss seiner Frau erstmals als „die Oranienburg“ und nannte auch die Stadt Bötzow als Oranienburg. Der Magistrat nahm den neuen Namen aber erst 1653 in das Stadtsiegel auf. Auch das damalige Amt Bötzow wurde entsprechend nun Amt Oranienburg genannt. 1745 wurden von diesem großen Amt zwei kleinere Ämter abgespalten, das Amt Zehlendorf mit Sitz in Zehlendorf und das Amt Bötzow mit Sitz im früheren Kotzeband. Kotzeband war 1694 in Bötzow umbenannt worden, damit der Name Bötzow nicht verschwindet. 1834 wurde das Amt Bötzow aufgelöst, die Aufgaben und die Verwaltung einiger Dörfer dem Amt Spandau übertragen. Einige Dörfer wurden jedoch wieder an das Amt Oranienburg angeschlossen.

## Zugehörige Dörfer
Das Amt Oranienburg war kreisübergreifend. Die vom Amt verwalteten Orte und Einzelgehöfte lagen in drei bzw. vier verschiedenen Kreisen. 1770 verselbständigte sich der Glien-Löwenbergische Kreis durch Abspaltung vom Havelländischen Kreis. Er ging 1816/7 im Wesentlichen im Osthavelländischen Kreis auf. Die folgende Zusammenstellung erfolgte im Wesentlichen nach Bratring mit Ergänzungen aus dem Historischen Ortslexikon.
- Bärenklau, Vorwerk. Bärenklau war Zubehör zur Burg bzw. Schloss Bötzow. Das mittelalterliche Dorf war bis zur Mitte des 15. Jahrhunderts wüst gefallen. 1485 in die wüste Feldmark in das Amt Bötzow ein. Mitte des 16. Jahrhunderts wurde hier vom Amt eine Schäferei, später ein Vorwerk angelegt. Das damalige Vorwerk wurde 1832 aus dem Amt Oranienburg ausgegliedert und wurde Sitz des Remontedepot Bärenklau.
- Beetz (heute ein Ortsteil der Stadt Kremmen). Schon vor 1397 gehörte der Ort mit Zubehör der Familie von Redern.[2] 1655 veräußerten die Erben des 1654 verstorbenen Otto von Redern dessen hoch verschuldete Güter. Darunter waren das Rittergut in Beetz[2] sowie drei Viertel des Dorfes. 1745 gingen dieser Dreiviertelanteil an das Amt Zehlendorf (ab 1767 Amt Friedrichsthal genannt) und nach dessen Auflösung 1819 an das Amt Vehlefanz. Mit Auflösung des Amtes Vehlefanz 1834 fanden diese drei Viertel wieder ihren Weg zurück an das Amt Oranienburg.
- Bergfelde (heute ein Ortsteil der Stadt Hohen Neuendorf). Das mittelalterliche Dorf fiel nach der Mitte des 14. Jahrhunderts wüst. Um 1600 wurde das Dorf wieder aufgebaut. 1608 wurde Gregor Wynß mit Bergfelde belehnt; er hatte im Ort einen Rittersitz. 1653 wurde das neue Dorf von der Frau des Kurfürsten Luise Henriette von Oranien zum Amt Oranienburg erworben. 1683 war es an von Brösicke verpachtet. 1697 bis 1701 war es für kurze Zeit im Besitz eines von Stosch. 1745 kam der Ort zum Amt Bötzow, 1834 wieder zum Amt Oranienburg.
- Berkholzgrund, Teerofen. Existiert nicht mehr, lag etwa hier (). Das Schmettausche Kartenwerk verzeichnet hier einen Teerofen. Im Urmesstischblatt 3144 Löwenberg von 1840 ist der Ort als Unterförsterei verzeichnet. Im Mittelalter stand hier ein Dorf, das 1459 als wüst bezeugt ist. 1706 sollte dort ein kleines Vorwerk angelegt werden. Um 1800 gab es hier einen Teerofen, der bis mindestens 1840 existierte. 1860 ist hier ein Forsthaus belegt. Das Areal gehörte ursprünglich zum Amt Oranienburg und kam 1834 zum Amt Alt Ruppin.
- Bernöwe (heute ein Wohnplatz der Stadt Oranienburg). Der Ort gehörte bereits vor 1350 zur Burg Bötzow (später Schloss Bötzow), von der er an das Amt Bötzow (bzw. ab 1652 Amt Oranienburg) gelangte. Bei der Verkleinerung des Amtes Oranienburg 1745 wurde er geteilt, ein Teil verblieb beim Amt Oranienburg, ein anderer Teil ging an das Amt Zehlendorf (ab 1767 Amt Friedrichsthal genannt). Nach dessen Auflösung 1819 kam der Friedrichsthal'sche Anteil an das Amt Liebenwalde.
- Birkenwerder (Gemeinde im Landkreis Oberhavel). 1653 kaufte Luise Henriette von Oranien das Dorf von den von Kleist, darunter auf den Krug.[2] Den Krug verkaufte sie schon ein Jahr später wieder ohne Braugerechtigkeit; er musste das Bier von der Brauerei in Oranienburg beziehen. Es wurde 1745 dem Amt Bötzow zugewiesen, 1834 bei dessen Auflösung wieder an das Amt Oranienburg.
- Bötzow (heute ein Ortsteil der Gem. Oberkrämer). Bötzow wurde 1694 von der Familie von der Groeben zum Amt Oranienburg erworben. Der Ort hieß damals noch Kotzeband und wurde erst 1694 in Bötzow umbenannt. 1745 bei der Teilung des Amtes Oranienburg wurde Bötzow Sitz des neuen Amtes Bötzow. Bei der Auflösung des Amtes Bötzow 1834 kam der Ort zum Amt Spandau.
- Borgsdorf (heute Stadtteil der Stadt Hohen Neuendorf, Landkreis Oberhavel). Die wüste Feldmark Borgsdorf wurde 1653 durch die Frau des Kurfürsten Friedrich Wilhelm, Luise Henriette von Oranien von der Familie von Kleist zum Amt Oranienburg erworben.[2] 1703 wurde wieder ein Dorf aufgebaut, jedoch wurden die angesetzten Hüfner bereits 1710 wieder ausgekauft und zu einem Gut gemacht. 1763 wurden wieder Bauern angesetzt. Der Ort war 1745 an das Amt Bötzow abgetreten worden und kam 1834 bei der Auflösung dieses Amtes wieder an das Amt Oranienburg zurück.
- Eichstädt. Der Ort gehörte schon 1350 zur Herrschaft Bötzow und später zum Amt Bötzow bzw. Amt Oranienburg. Daneben gab es mehrere Adelsanteile. 1782 wurde der Amtsanteil an Gräfin von Schlippenbach vererbpachtet. Bis 1805 waren die Adelsanteile in einer Hand vereinigt.
- Falkenhagen. Der Ort kam 1652 vom Amt Spandau an das Amt Oranienburg.[3] Er wurde bereits wieder 1663 an das Amt Spandau abgetreten.
- Flatow. 1651 hatte Luise Henriette von Georg Weiler ein Sechstel des Straßengerichts und das Patronat erworben.[4] Bis 1711 konnte das Amt auch die Anteile des von der Lüttke in Vehlefanz erwerben; sechs Hüfner, ein Kossät, zwei kleine Kossäten, das Zaungericht und weitere Anteile am Straßengericht. Daneben bestand aber weiterhin ein großer Adelsbesitz im Dorf. 1719 wurde dieser Anteil dem neugebildeten Amt Vehlefanz zugewiesen; bei der Auflösung des Amtes Vehlefanz 1834 kam der Anteil wieder zurück an das Amt Oranienburg.
- Freienhagen. 1753 wurde auf dem Gebiet des Amtes Zehlendorf (später umbenannt in Amt Friedrichsthal) die Kolonie und das Erbpachtvorwerk Freienhagen angelegt. Mit Auflösung des Amtes Friedrichsthal 1819 kam Freienhagen an das Amt Oranienburg.
- Friedenthal., Erbpachtsetablissement. 1751 wurde auf Amtsgebiet eine Maulbeerplantage angelegt, aus der die Siedlung Hannenthal entstand. 1805 wurde Hannenthal in Friedenthal umbenannt.[5]
- Friedrichsthal (heute ein Ortsteil der Stadt Oranienburg). Das mittelalterliche Dorf hieß ursprünglich Grabsdorf. Erst 1701 erhielt es den heutigen Namen. Das einstige Runddorf war schon vor 1350 im Besitz der Burg bzw. des Schlosses Bötzow und kam 1485 mit der Herrschaft Bötzow an das Amt Bötzow. Im 17. Jahrhundert entstand aus dem Schulzengut eine Meierei. 1691 bis 1697 ließ der damalige Kurfürst Friedrich III. ein Lust- und Jagdschloss und einige Häuser für Bedienstete errichten. 1697 erfolgte auch die Umbenennung in Friedrichsthal.[6] 1701 kaufte der Kurfürst, nun als König in Preußen Friedrich I. das Dorf aus, d. h., er nötigte alle Bauern und Kossäten zum Verkauf und legte das Land zur Meierei. Damals wurde bereits 112 Milchkühe gehalten. 1745 wurde es dem Amt Zehlendorf zugeordnet. 1752 wurden im nun bereits verfallenen Schloss bzw. in den Kavaliershäusern 20 Kolonistenfamilien aus der Schweiz angesetzt. 1763 brannte der Amtssitz in Zehlendorf ab und wurde in das Schloss Friedrichsthal verlegt. 1767 erfolgte auch die Umbenennung in Amt Friedrichsthal. Nach de Auflösung des Amtes Friedrichsthal 1819 ging Friedrichsthal zurück an das Amt Oranienburg.
- Germendorf (Quadengermendorf) (heute Ortsteil der Stadt Oranienburg). Der Ort gehörte bis 1448 zur Burg bzw. Schloss Bötzow, dem späteren Oranienburg. Er kam noch vor 1450 an das Kloster Zehdenick. Nach der Säkularisation dieses Klosters 1541 ging er in die Verwaltung des Amtes Zehdenick über. 1652 wurde er dem Amt Oranienburg zugeordnet.[3] 1655 kaufte Luise Henriette auch den dortigen Krug.
- Großmutz (Ortsteil der Gem. Löwenberger Land). Guntherus, Olricus, Adolfus und Borchardus Grafen von Lindow verkauften 1323 das Dorf "Wendisch Mutz" an das Kloster Zehdenick[7]. Im selben Jahr überließ auch Otto von Redern sein Angefälle in Großmutz dem Kloster Zehdenick[8]. 1541 kam es zum Amt Zehdenick. 1671 wurde es vom Amt Zehdenick in das Amt Oranienburg umgegliedert. 1834 wurde es aus dem Amt Oranienburg wieder ausgegliedert und dem Amt Alt Ruppin angeschlossen.
- Grundmühle (Mahl- und Sägemühle). Die frühere Grundmühle und heutiger Wohnplatz Grundmühle in der Gemeinde Löwenberger Land liegt ca. 2,3 Kilometer nordwestlich des Ortskerns von Teschendorf bzw. knapp drei Kilometer südöstlich von Linde. Sie war bis 1654 im alleinigen Besitz der von Redern. In diesem Jahr verkauften sie die Hälfte der Grundmühle an das Amt Oranienburg. 1834 wurde der Besitzanteil an das Amt Alt Ruppin übertragen.
- Hohenbruch (heute ein Ortsteil der Stadt Kremmen). 1701 war der Hohe und der Lege-Bruch Holzungen des Amtes Oranienburg. Zwischen 1711 und 1716 wurde hier eine Kolonie von 18 Familien aus der Schweiz durch Oberjägermeister von Hertefeld im Königlichen Neuholländer Forst angelegt. 1745 kam der neue Ort, der 1757 bereits 260 Einwohner hatte zum Amt Zehlendorf. Als das Amt Friedrichsthal 1819 aufgelöst wurde, wurde Hohenbruch dem Amt Vehlefanz angegliedert. 1834 kam der Ort bei Auflösung des Amtes Vehlefanz wieder zum Amt Oranienburg.
- Hohen Neuendorf (1817: Dorf). Hohen Neuendorf wurde 1653 von den von Kleist auf Birkenwerder zum Amt Oranienburg erworben.[2] 1745 ging es zum Amt Bötzow, 1834 bei der Auflösung des Amtes Bötzow wieder zurück an das Amt Oranienburg.
- Johannisthal (heute ein Gemeindeteil von Hohenbruch, einem Ortsteil der Stadt Kremmen). Das Etablissement wurde um 1800 auf Amtsgebiet angelegt. Bei der Auflösung des Amtes Friedrichsthal kam der Ort zunächst zum Amt Vehlefanz, 1834 zum Amt Oranienburg.
- Kolonie Briese (Briese) (heute ein Wohnplatz in der Gem. Birkenwerder). 1350 wird der See auf dem Briese erwähnt. Die Holzung gehörte zur Herrschaft Bötzow, 1485 zum Amt Bötzow (ab 1652 Amt Oranienburg). 1670 hatte sich ein Teerbrenner auf dem Briese angesiedelt. Bei der Aufspaltung des Amtes Oranienburg 1745 kam der Ort zum (neuen) Amt Bötzow. Beim Teerofen etablierte sich um 1800 eine kleine Kolonie. Bei der Auflösung dieses Amtes 1834 ging Briese zurück an das Amt Oranienburg.
- Kremmen. 1651 kaufte Luise Henriette von Gottfried Weiler ein Sechstel des Straßengerichts, das Patronat der Pfarrkirche St. Jakob zu Kremmen, vier Bauern, vier Wispel Gerstenpacht sowie das bei Kremmen gelegene Vorwerk mit sechs Hufen Land und der Schäferei.[4] Bis 1679 war auch ein Anteil am Gericht dazu gekommen; 1701 waren das 3/18 des Gerichts. 1711 erwarb das Amt den von Lüttke’schen Anteil. 1719 wurde dieser Besitzanteil an das Amt Vehlefanz übertragen. 1718 konnten noch der von Bredowsche Anteil an Kremmen erworben werden, darunter auch das Vorwerk. 1803 hatte das Amt 34/48 Anteil am Gericht. Die restlichen Teile verblieben in adeligem und bürgerlichem Besitz. Der Besitzanteil fiel nach Auflösung des Amtes Vehlefanz an das Amt Oranienburg zurück.
- Lehnitz (Vorwerk Lehnitz). Das Dorf gehörte zur Herrschaft Bötzow und damit zum ursprünglichen Zubehör des Amtes. 1713 wurde hier ein Vorwerk angelegt, das allmählich die noch bestehenden Bauern und Kossätengüter aufkaufte. 1745 bestand nur noch das Vorwerk (mit Krug) und die Schäferei.
- Linde. Dorf und Vorwerk mit Schäferei, 1655 verkauften die Erben des verstorbenen Otto von Redern drei Viertel des Dorfes an das Amt Oranienburg.[2] 1834 wurde dieser Besitzanteil an das Amt Alt Ruppin überwiesen.
- Löwenberg. Die von Redern besaßen hier seit 1551 einen Hof mit vier Hufen, der dem Verkauf der von Redernschen Güter 1655 an das Amt Oranienburg kam.[2] Unklar ist die weitere Besitzgeschichte dieses Anteils.
- Ludwigsaue (Gemeindeteil der Stadt Kremmen). Der Ort wurde 1753/4 auf der wüsten Feldmark Neukammer (bei Kremmen), die 1656 vom Amt Alt Ruppin zum Amt Oranienburg verlegt worden war,[2] neu angelegt. 1834 wurde Ludwigsaue wieder in das Amt Alt Ruppin eingegliedert.
- Malz (heute ein Ortsteil der Stadt Oranienburg). 1704 wurden in einer Holzung, die bereits 1350 zur Burg bzw. Schloss Bötzow gehörte, dann 1485 zum Amt Bötzow (ab 1652 Amt Oranienburg) gehörte, fünf Holzhauer neben einem Teerofen angesetzt. Ab 1714 wurden Kolonistenfamilien auf der Malz angesetzt. Allerdings scheinen diese den Ort wieder verlassen zu haben. 1745 kam der Ort zum Amt Zehlendorf (später Amt Friedrichsthal genannt). 1751 erfolgte ein neuer Versuch durch die Ansiedlung von 14 Büdnerfamilien. 1753/4 folgte nahebei die Errichtung von 3 Etablissements auf der Unter-Malz. 1819 mit Auflösung des Amtes Friedrichsthal kam Malz wieder zum Amt Oranienburg.
- Marwitz. Der Ort gehörte zur Herrschaft Bötzow und kam auf diesem Weg zum Amt Oranienburg. Allerdings waren einige Anteile an Adlige ausgegeben. Im Laufe des 18. Jahrhunderts wurden nach und nach diese Anteile zurück erworben. 1803 gehörte nur noch ein Hüfner zum Gut Staffelde. 1745 wurden die Besitzanteile im Ort auf das neue Amt Bötzow übertragen. Nach der Auflösung dieses Amtes 1834 kam der Ort wieder zurück an das Amt Oranienburg. Unter den Besitzungen des Amtes war auch ein kleines Vorwerk.
- Mohnhorst. Das ehemalige Lehnschulzengut wurde schon vor 1817 vom Amt Oranienburg auf Rüthnicker Feldmark angelegt. 1834 kam es zusammen mit Rüthnick an das Amt Alt Ruppin.
- Nassenheide (heute ein Ortsteil der Gemeinde Löwenberger Land). 1428 vereignete Markgraf Johann dem Kloster Zehdenick das Dorf Nassenheide mit Ausnahme der Dienste, die zur Neuen Mühle gingen.[9] Die Dienste der Bauern waren (zumindest später) an das Schloss Bötzow zu leisten. 1437 befreite Markgraf Friedrich II. die Bewohner des Dorfes Nassenheide für die Zeit des Wiederaufbaus von allen Diensten.[10] Ab 1541/51 wurde das Dorf vom Amt Zehdenick verwaltet. 1652 kam das Dorf zum Amt Bötzow/Oranienburg.[3] Bei der Abspaltung der Ämter Zehlendorf und Bötzow wurde es dem Amt Zehlendorf zugeordnet, das ab 1767 Amt Friedrichsthal hieß. Nach der Auflösung dieses Amtes kam es 1819 wieder an das Amt Oranienburg.
- Neuholland (heute ein Ortsteil der Stadt Liebenwalde). Ab 1659 wurde das Sumpfgebiet westlich von Liebenwalde von klevisch-niederländischen Kolonisten besiedelt. 1705 wurde der Ort von den von Hertefeld an den Kurfürsten verkauft, der es unter die Verwaltung des Amtes Oranienburg stellte. Das Amt Oranienburg trat den Ort 1765 an das Amt Zehlendorf bzw. Friedrichsthal ab. Nach der Auflösung des Amtes Friedrichsthal wurde es dem Amt Liebenwalde zugeordnet.
- Neukammer (heute ein Ortsteil der Stadt Nauen, Landkreis Havelland). Das mittelalterliche Dorf fiel um 1350 wüst. Vermutlich wurde in der Mitte des 16. Jahrhunderts ein Vorwerk auf der wüsten Feldmark angelegt. Das Dorf und später auch das Vorwerk gehörte der Stadt Nauen. Die Abgaben von drei Hufen gingen aber an das Domkapitel zu Brandenburg, und die Abgaben von einer Hufe waren schon vor 1598 in den Besitz der Familie von der Groeben gekommen. Diese Rechte veräußerten die von der Groeben 1668 an das Amt Oranienburg. Bei der Teilung des Amtes Oranienburg 1734 kamen diese Abgaben an das Amt Bötzow. 1769 wurden diese Abgaben an das Amt Nauen übertragen.
- Nieder Neuendorf (heute Wohnplatz von Hennigsdorf). Der Ort war im ausgehenden Mittelalter und frühen Neuzeit in Adelsbesitz, zuletzt in bürgerlichem Besitz, als er 1694 für das Amt Oranienburg erworben wurde. 1745 wurde dem Amt Bötzow überwiesen. Bei der Auflösung dieses Amtes 1834 wurde er dem Amt Spandau zugeteilt. Der Krug, später Hegemeisterei war bereits 1375 Zubehör zum Schloss Spandau, später Amt Spandau.
- Oranienburg. Die Geschichte des Erwerbs ist bereits weiter oben dargestellt.
- Paaren im Glien (1817: Dorf) (heute ein Ortsteil von Schönwalde-Glien). Das Dorf kam bis 1711 nach und nach in den Vollbesitz des Amtes Oranienburg; 1769 wurde es dem 1719 geschaffenen Amt Königshorst zugeordnet.
- Pausin. Der Ort war Zubehör zur Herrschaft Bötzow und kam auf diesem Weg an das Amt Oranienburg. 1834 wurde es an das Amt Spandau überwiesen.
- Perwenitz. Der Ort wurde 1711 vom Baron Jakob Chenu de Chalsac l’Aujardière (auch Baron Jacques l’Aujardière Chenu de Chalezac)  für das Amt Oranienburg angekauft. 1745 wurde er an das Amt Bötzow überwiesen, ging 1834 bei der Auflösung dieses Amtes an das Amt Spandau.
- Pinnow. Das mittelalterliche Dorf war schon vor 1350 wüst gefallen. Es war damals Zubehör zur Burg bzw. Schloss Bötzow. Schon vor 1588 war es an Caspar von Klitzing verliehen worden. Von 1614 bis nach 1644 war es Besitz der von Götze. 1665 ist es dann im Besitz des Amtes Oranienburg. Wann genau es angekauft wurde, oder als erledigtes Lehen an den Landesherrn zurückfiel, ist nicht bekannt. 1745 wurde es an das Amt Bötzow abgegeben, 1834 kam es wieder zum Amt Oranienburg zurück.
- Radensleben. Die von Redern hatten schon vor 1527 einen Hof mit vier Hufen und einen (wüsten) Kossätenhof erworben. 1654 starb Otto von Redern und seine Erben verkauften sein Besitz an Luise Henriette, die es zum Amt Oranienburg hinzufügte.[2] 1688 verkaufte das Amt allerdings seinen Anteil an die von Quast.
- Rüthnick (Ruthenick). Der Ort gehörte dem Kloster Lindow, die Dienste und die Gerichte standen den Grafen von Lindow und Herren von Ruppin zu. Von 1541 bis 1656 gehörte es zum Amt Lindow und zum Amt Alt Ruppin, 1656 wurde es zum Amt Oranienburg zugeteilt. 1834 kam es wieder zum Amt Alt Ruppin.
- Sachsenhausen. 1752 wurde auf Amtsgebiet eine Kolonie für zunächst 20 Feinwollspinnerfamilien, zusammen 78 Personen, aus Sachsen angelegt. 1755 bestand die Kolonie schon aus 25 Spinnerhäusern für je zwei Familien.
- Sandhausen. 1701 wurde hier auf Amtsgebiet eine Schäferei für 600 Schafe angelegt. 1784 entstand bei der Schäferei eine Kolonie von Büdnerfamilien.
- Schmachtenhagen (heute ein Ortsteil der Stadt Oranienburg). Der Ort gehörte schon vor 1350 zur Burg bzw. Schloss Bötzow und ab 1485 zum Amt Bötzow, dem späteren Amt Oranienburg. Bei der Aufteilung dieses Amtes 1745 kam Schmachtenhagen zum Amt Zehlendorf (später in Amt Friedrichsthal umbenannt). 1819 bei der Auflösung dieses Amtes fiel es zurück an das Amt Oranienburg.
- Schönerlinde. Der Ort war von 1242 bis 1542 im Besitz des Klosters Lehnin. Danach kam der Ort an das Amt Mühlenbeck. 1652 wurde er dem Amt Oranienburg zuwiesen.[3] 1654 kaufte Luise Henriette den dortigen Krug.
- Schweizerhütte (heute ein Wohnplatz im Ortsteil Malz der Stadt Oranienburg). 1701 wurde hier ein Vorwerk und Milchbude angelegt. Die Lokalität gehörte damals noch zum Amt Oranienburg, 1745 zum Amt Zehlendorf und 1819 wieder zurück zum Amt Oranienburg.
- Sommerfeld (heute ein Ortsteil der Stadt Kremmen). Das Dorf war 1242 im Besitz des Klosters Lehnin. 1318 wurde es vom Markgrafen Waldemar als Entschädigung für erlittene Kriegsschäden dem Kloster Himmelpfort übereignet. Mit den Klosterbesitzungen kam es zunächst zur Herrschaft Badingen und Himmelpfort und 1727 an das Amt Badingen. 1759 wurde es dem Amt Zehlendorf (später Amt Friedrichsthal) unterstellt. Im 16. und 17. Jahrhundert hatten auch die Erben des verstorbenen Otto von Redern etliche Dienste und Hebungen in Sommerfeld, die 1655 an das Amt Oranienburg verkauft wurden, 1759 an das Amt Zehlendorf übergingen. Nach der Auflösung des Amtes Friedrichsthal 1819 wurden sie zunächst dem Amt Vehlefanz übertragen, bevor sie 1834 wieder zum Amt Oranienburg kam.
- Staffelde. 1651 erwarb Luise Henriette von Georg Weiler ein Sechstel des Straßengerichts.[4] 1711 erwarb das Amt weitere Anteile am Dorf von den von Lüttke. Daneben bestand aber noch ein Adelsanteil.
- Stolpe. 1544 erwarb hier der Kurfürst einen Hof mit drei Hufen, der vom Amt Mühlenbeck verwaltet wurde. 1652 wurde er dem Amt Bötzow übertragen. 1653 kaufte Luise Henriette das Rittergut Stolpe an, wahrscheinlich zusammen mit Zühlsdorf.[2] 1654 erwarb Luise Henriette den Anteil der von Hoppenrade, sodass das Amt Oranienburg nun den Rittersitz und drei Fünftel des Dorfes besaß. 1684 wurde dieser Anteil an Ursinus von Bär verkauft, dem die anderen zwei Fünftel des Dorfes gehörten.
- Teschendorf. Schon vor 1551 hatten hier die von Redern einen Hof mit zwei Hufen erworben, der 1655 beim Verkauf der von Redernschen Güter an das Amt Oranienburg kam.[2] 1834 wurde dieser Besitzanteil an das Amt Alt Ruppin abgegeben.
- Tietzow. 1651 hatte Luise Henriette bereits ein Sechstel des Straßengerichts gekauft.[4] Bis 1718 kamen weitere Anteile der von Lüttke hinzu. Der Amtsanteil an Tietzow wurde 1719 an das neugegründete Amt Vehlefanz abgegeben. 1834 ging der Anteil wieder an das Amt Oranienburg.
- Vehlefanz. Hier hatte das Amt Oranienburg (bzw. Amt Bötzow) zunächst nur einen Besitzanteil, der über die Herrschaft Bötzow an das Amt kam. 1651 erwarb Luise Henriette von Georg Weiler ein Sechstel des Straßengerichts. Im selben Jahr kaufte sie außerdem vom promovierten Leibarzt des Kurfürsten, Otto Bötticher das dortige Rittergut mit vier Hufen und einen wüsten Rittersitz (Krämerscher Rittersitz).[4] 1719 wurde das Amt Vehlefanz vom Amt Oranienburg abgespalten, Vehlefanz wurde nun Amtssitz. 1834 wurde das Amt Vehlefanz wieder aufgelöst und Vehlefanz wurde wieder an das Amt Oranienburg überwiesen.
- Velten. ein Sechstel gehörte schon zur Herrschaft Bötzow und kam so an das Amt Oranienburg. Ein anderer Anteil war Zubehör zur Burg Kremmen. Ein kleiner Teil davon kam 1718 an das Amt Oranienburg. Auch nach 1745 wurden noch weitere Teile zum Amt hinzu gekauft. Ein Teil blieb aber noch bis nach 1800 in Adelsbesitz.
- Vorwerk Beetzer Wall (Ortsteil von Fehrbellin). Um oder vor 1624 war auf dem Wall  (1567: Borgwall genannt) eine Schäferei entstanden, die der Familie von Redern gehörte. 1655 verkauften die Erben des verstorbenen Otto von Redern die Schäferei an das Amt Oranienburg. 1745 ging sie an das Amt Zehlendorf, 1819 mit der Auflösung des Amtes an das Amt Vehlefanz. Nach der Auflösung dieses Amtes 1834 wurde Wall bis 1872 wieder vom Amt Oranienburg verwaltet.
- Wendemark. Das Vorwerk wurde vor 1816 auf dem Gebiet des Amtes Oranienburg angelegt. Es wurde 1832 zum Remontedepot Bärenklau abgegeben. Der Ort ist heute ein Wohnplatz im Ortsteil Bärenklau der Gemeinde Oberkrämer.
- Wensickendorf. Der Ort wurde 1651 durch den Kurfürsten Friedrich Wilhelm vom Amt Biesenthal abgetrennt und dem Amt Bötzow überwiesen. 1652 kaufte Luise Henriette den Krug in Wensickendorf. Es verblieb bis 1872 beim Amt Oranienburg.[3]
- Zehlendorf (heute ein Ortsteil der Stadt Oranienburg). 1608 gab es drei Adelssitze im Ort. 1651 veräußerte Anna geb. von Wulffen, Witwe des Friedrich von Götze den Ort mit dem Vorwerk und Krug an Luise Henriette, die es an das Amt Bötzow übertrug, das nur wenig später in Amt Oranienburg umbenannt wurde. Bei der Abtrennung von zwei neuen Ämtern vom Amt Oranienburg 1745 wurde in Zehlendorf ein neuer Amtssitz eingerichtet. Der Amtssitz brannte 1763 ab und wurde nach Friedrichsthal verlegt. Merkwürdigerweise hatte auch das Amt Spandau noch Hufenzins von vier Hufen im Ort. 1723/30 zog auch das Amt Liebenwalde einen Wiesenzins von 34 Leuten aus Zehlendorf ein. Nach der Auflösung des Amtes Friedrichsthal kam Zehlendorf an das Amt Liebenwalde.
- Zühlsdorf. Der Ort war im aufgehenden Mittelalter in Adelsbesitz. 1654 kaufte Luise Henriette von Oranien, die Frau des Großen Kurfürsten Friedrich Wilhelm Zühlsdorf mit dem Krug von Anna geb. Wulffen, der Witwe des Friedrich von Götze zu Zehlendorf und verleibte es dem Amt Oranienburg ein.

Ab 1834 wird das Amt Oranienburg als Rentamt bezeichnet. Im Zuge der Kommunalreform 1872 wurde das Amt Oranienburg aufgelöst.

## Amtsschreiber, Amtmänner und Generalpächter
- 1654(?) bis 1664 Zacharias Friedrich von Götze, Schloss- und Mühlenhauptmann[2]
- 1650 bis 1661 Christoph Vogelsang, Amtsschreiber[11]
- 1661 bis 1670 Andreas Willike, Amtsschreiber[11]
- 1670 bis 1679 Hermann Koch, Amtsschreiber[11]
- 1679 bis 1682 Sieber, Amtsschreiber[11]
- 1682 bis 1700 Jacob Sperl, zuerst Amtsschreiber, ab 1683 Amtmann[11]
- 1701 bis 1715 Simon Victor Hunicke, Amtmann[12]
- 1715 bis 1721 Frank Walter Fuhrmann, Amtmann[11]
- 1721 bis 1763 Friedrich Ephraim Hankwitz[13][14]
- 1763, 1775 bis 1787 Andreas Friedrich Hagemann, Kammerrat[15]
- 1787 Cornelius Wilhelm Hagemann[16]
- 1798 Hagemann, Kriegsrat[17]
- 1800 Kriegsrat Hagemann[18]
- 1803 Kriegsrat Hagemann[19] (Wilhelm Hagemann kaufte 1803 die Rittergüter Merz und Ragow im damaligen Beeskow-Storkowischen Kreis für 200.000 Taler[20])
- 1804 Oberamtmann Gottlieb Kienitz[21][16]
- 1824 Oberamtmann Kienitz[22]
- bis 1832 Oberamtmann Kienitz[23]
- 1834 Amtsactuarius (ad interim) Pfeiffer[24]
- 1844 Pfeiffer[25]
- 1846 Pfeiffer[26]
- 1848 vacat[27]
- 1851 Rohr[28]
- 1854 Rohr[29]
- 1855 Rohr[30]
- 1856 Schulze (ad interim)[31]
- 1861 Schulze (ad interim)[32]
- 1865 Schulze (ad interim)[33]
- 1868 Schulze[34]

## Belege